# 内田まさみ
内田 まさみ（うちだ まさみ）は、日本の女性フリーアナウンサーである。

## 人物・来歴
- 1998年ラジオNIKKEI入社後、『経済情報ネットワーク』、『東京株式実況中継』等の株式情報番組を担当。その後フリーに転身。現在はラジオNIKKEIや日経CNBCの番組パーソナリティを務めるほか、ライターとして複数のメディアに記事を執筆するなど、多方面で活躍中。2017年11月には、初の著書となる『ＦＸ億トレ！ ７人の勝ち組トレーダーが考え方と手法を大公開』を刊行した。

## 現在の担当番組
- ザ・マネー　14:30-16:00　（毎週月曜日担当）
- 吉崎誠二の五時から“誠”論　毎週月曜日 17：００-17:50
- FOREXチャンネル　　毎週火曜日　16:00-16:30
- ザ☆スマートトレーダーPLUS　毎週木曜日16:00-16:30
- 夜トレ　21:30-22:30　（隔週金曜日担当） (上記いずれもラジオNIKKEI)
- 昼エクスプレス　15:15-15:45　毎週水・金曜日（日経CNBC）

## 過去の担当番組
- マーケットTODAY
- 東京マーケットLIVE!
- 株式チャンネル
- ファイナンシャルBOX
- 兜町マーケット・サテライト～とれたて！かぶスタ～
- ファイナンシャル・サテライト
- 櫻井英明のココだけの話
- 木下ちゃんねる～投資脳のつくり方
- 夕焼けマーケッツ 投資って楽しいねっ!
- 視界バッチリ 杉村富生の株式宅配便
- 陳満咲杜の目指せ！くりっく株365の鉄人
- ビジュアルでわかるGMMA！陳満咲杜のFXトレンドの真実
- 誰も教えてくれなかったRSI！陳満咲杜のFXトレンドの真実
- 夜間取引をリアルに楽しく コモなび!
- 本澤・望月の株式宅配便
- 植木・小沼の株式宅配便
- 東証＋YOU
- 夜エクスプレス（日経CNBC）
- 不動産投資ラボ（日経CNBC）